# Paulo Figueiredo
Paulo José Lopes de Figueiredo (Malanje, 1972. november 28. –) angolai válogatott labdarúgó.

## Pályafutása

### Klubcsapatban
Portugál angolai szülők gyermekeként született és három éves korától Portugáliában nevelkedett. Pályafutása nagy részét portugál csapatoknál töltötte. Játszott többek között a Belenenses (1991–92), az União Tomar (1992–93), az Aves (1993–94), az Elvas (1994–95), a Camacha (1995–96), a Santa Clara (1996–04), a Dragões Sandinenses (2004), a Lusitânia (2005) és a Varzim SC (2005–06) együttesében. 2006 és 2007 között Svédországban az Östers játékosa volt. 2007-ben a román Ceahlăul Piatra Neamț igazolta le, de nem lépett pályára egyetlen mérkőzésen sem. 2008-ban az Olivais e Moscavide, 2009-ben a Libolo labdarúgója volt.

### A válogatottban
2003 és 2008 között 38 mérkőzésen szerepelt az angolai válogatottban és 5 gólt szerzett. Részt vett a 2006-os és a 2008-as afrikai nemzetek kupáján, valamint a 2006-os világbajnokságon.